# 孩子王 (電影)
《孩子王》為台灣出產的殭屍電影作品。

## 人物角色
| 角色名稱   | 演員   | 備註         |
| ---------- | ------ | ------------ |
| 金爺爺     | 金塗   | 茅山道士     |
| 豬哥       | 豬哥亮 |              |
| 恬恬（大） | 林小樓 | 金爺爺的孫女 |
| 恬恬（小） | 劉致妤 | 金爺爺的孫女 |
| 小黑       | 陳子強 | 孤兒         |
| 蜻蜓       | 鄭同村 | 孤兒         |
| 安安       | 賴雲昇 | 孤兒         |
| 娟娟       | 李宜娟 | 孤兒         |
| 蜜蜜       | 蔡宓潔 | 孤兒         |
|            | 黃仲裕 | 茅山道士     |
| 小殭屍     | 洪竟原 | 殭屍         |
| 隊長       | 余天   |              |
|            | 蔡頭   |              |
|            | 胖三   |              |
|            | 黃西田 | 旅館掌櫃     |
|            | 朱寶意 | 旅館老闆     |
|            | 陳松勇 | 旅館員工     |
| 魔王       | 江龍昇 |              |
| 天文       | 顧冠忠 | 恬恬父親     |
| 金蓮       | 彭曉蘭 | 恬恬母親     |

## 備註
1. ↑  1988年台灣票房 Archive.today的存檔，存档日期2012-07-09，〈台灣電影資料庫〉

## 外部連結
- 孩子王（King of The Children），〈臺灣電影網〉
- 香港影庫上《孩子王》的資料（繁體中文）
- 时光网上《孩子王》的資料（简体中文）
- 豆瓣电影上《孩子王》的資料 （简体中文）
- 互联网电影数据库（IMDb）上《孩子王》的资料（英文）